# Reyshawn Terry
Reyshawn Antonio Terry (Winston-Salem, Sjeverna Karolina, 7. travnja 1984.) američki je profesionalni košarkaš. Igra na poziciji niskog krila, a trenutačno je član slobodan igrač.

## Karijera
Na sveučilištu North Carolina proveo je sve četiri sezone, a u sezoni 2004./05. osvojio je naslov prvaka NCAA I divizije. Izabran je u 2. krug (44. ukupno) NBA drafta 2007. od strane Orlando Magica, međutim Orlando ga je zamijenio u Dallas Maverickse za 60. picka Milovana Rakovića i novčanu naknadu. 26. kolovoza 2007. potpisao je za grčkog prvoligaša Arisa. U ljeto 2008. igrao je na ljetnoj ligi "Rocky Mountain Revue" za Dallas Maverickse. Kraj sezone 2008./09. proveo je kao član talijanske Virtus Bologne. S njome je osvojio naslov prvaka EuroChallengea 2008./09.

## Vanjske poveznice
- Profil na NBA.com
- Profil  Arhivirana inačica izvorne stranice od 8. veljače 2009. (Wayback Machine) na Lega Basket Serie A
- Profil  Arhivirana inačica izvorne stranice od 16. prosinca 2008. (Wayback Machine) na Lega Basket Serie B